# La Molina (Asturien)
La Molina ist ein zur Parroquia Prado gehörender Weiler mit 24 Einwohnern (Stand 2014) im äußersten Südwesten der Gemeinde (consejo) Cabrales in der nordspanischen autonomen Region Asturien.

## Lage
La Molina liegt am Oberlauf des Río Casaño in einer Höhe von ca. 580 m über dem Meeresspiegel. Bis nach Carreña, dem Hauptort der Gemeinde sind es etwa acht Kilometer (Fahrtstrecke) in östlicher Richtung.

## Wirtschaft
Die Einwohner von La Molina lebten bis in die Mitte des 20. Jahrhunderts hauptsächlich als Selbstversorger von den Erträgen ihrer Felder und Gärten sowie von der Viehzucht. Heute spielt der Tourismus eine nicht unbedeutende Rolle im Wirtschaftsleben des Ortes. Wichtigstes und überregional bekanntes Produkt ist der Cabrales, ein Blauschimmel-Mischkäse aus Kuh-, Schafs- und Ziegenmilch.

## Sehenswürdigkeiten
- Die umgebende Landschaft von La Molina ist von außergewöhnlicher Schönheit und kann auf Wanderungen erkundet werden.
- Eine etwa 500 Meter südlich des Ortes gelegene mittelalterliche Brücke (Puente Pompedro) überspannt eine schmale Schlucht des Río Casaño.